# グレイホーク (サプリメント)
『サプリメント1：グレイホーク』（Supplement I: Greyhawk、以下『グレイホーク』）は、ゲイリー・ガイギャックスとロブ・クンツが、『ダンジョンズ&ドラゴンズ』ファンタジー・ロールプレイングゲームの最初期の版向けに執筆した、追加ルールブックである。『オリジナルD&D』ルールにおける「最初にして最重要のサプリメント」と呼ばれている。戦闘システムを追加することで、『チェインメイル』との関係を断ち切り、『D&D』を真に独立したゲームシステムにした。このサプリメントのタイトルは、ガイギャックスとクンツが、ガイギャックスが創造したグレイホーク城とその周辺の地を基に監修した私的なキャンペーンにちなんだものであるが、『グレイホーク』ではその城やキャンペーン世界の詳細については何も触れられていない。その代わりに、ガイギャックスとクンツが私的なキャンペーンで使用していたルールを解説し、その後の『D&D』の全ての版で使用されるキャラクタークラス、呪文、概念、モンスターなどを多数紹介している。

## 内容
『ダンジョンズ&ドラゴンズ』の最初のルールは1974年にTSRから出版されたが、掲載されているキャラクタークラスやモンスターの数は少なく、戦闘ルールについては1971年にガイドン・ゲームズから出版されたミニチュアウォーゲーム用のルールブック『チェインメイル』を所有していることが必要であるなど、内容が限定されていた。それに続く2年間で、TSRは最初のルールを5冊のサプリメントによって強化した。『グレイホーク』は、ゲイリー・ガイギャックスの私的なキャンペーンにちなんで名付けられた、これらのサプリメントの最初の1冊であった。
2004年に出版された『30イヤーズ・オブ・アドベンチャー：ア・セレブレーション・オブ・ダンジョンズ&ドラゴンズ』では、ガイギャックスのグレイホークキャンペーンの詳細がこの冊子に掲載されていたことが示唆されている。
しかしながらガイギャックスは、『ダンジョンズ&ドラゴンズ』の新規のプレイヤーは、他のプレイヤーが作り出した世界を使うよりも、自分で世界を作り出す方を好むだろうと考えていたため、1975年時点ではグレイホークの世界の詳細を公開するつもりはなかった。それに加えて、彼は自分のプレイヤー達のために作った素材の全てを公開したくはなかった。何千時間も費やして作った作品に対する正当な見返りを得ることは期待できないだろうと考えていた上に、自分の秘密がプレイヤー達に知られてしまうため、その後はプレイヤー達のために新たな世界を作り直さなければならなくなるだろうと考えていたのである。
実際、グレイホークのキャンペーンに関する記述は、「巨大な石の顔、グレイホークの謎」という題のダンジョンの回廊に大きな石製の頭が置かれているイラストと、ダンジョンの2層目に存在する、蛇を数限りなく噴出する噴水に関する言及のたった2つだけであった。
それよりもむしろ『グレイホーク』では、ガイギャックスとクンツが長期間の私的なプレイを通じて作成した、新たなゲームルールに焦点を当てている。この68ページのサプリメントでは、新たなキャラクタークラス（シーフとパラディン）の他、新たな戦闘ルール、呪文、モンスター、財宝が紹介されている。また『グレイホーク』では、武器によって与えられるダメージが変化する新ルールが追加された。このサプリメントでは、新たな財宝やマジックアイテムが追加された他、第7、8、9レベルの呪文を含む、新たな呪文が追加された。また、このサプリメントにはモンスターの項もあり、リザードマン、ビホルダー、ディスプレイサービースト、ブリンクドッグ、キャリオンクロウラーなどが紹介された。

## 出版履歴
『グレイホーク』は、1975年1月にTSRの共同創設者であるドン・ケイが亡くなった時には既に進行中であり、数ヶ月後の1975年春に出版された:7。それは『サプリメント1』と名付けられ、TSR 2003の製品番号が付され、サプリメント内で提示された新たなルールの多くは、やがて『AD&D』ゲームの標準となった。同年の後半には、2冊目のサプリメントとして、『ブラックムーア』が続けて出版された。
このサプリメントのイラストは、ウォーゲームをプレイしていた頃のガイギャックスと知り合い、最初の『ダンジョンズ&ドラゴンズ』ボックスセットのイラストを担当した、グレッグ・ベルから提供された:39。ガイギャックスは、ベルに対してぎりぎりの時期に作品を依頼することが多く、その結果、ベルはコミック本のページから模写した絵を渡して対応することもあった。『グレイホーク』サプリメントの表紙に描かれている、剣を振るう戦士のイラストは、『イーリー』誌の1974年に出版された号の1冊に掲載されたエステバン・マロートが描いたイラスト、「ダクス・ザ・ダムド」の模写である。
ジャッジズ・ギルドの『レディ・レフ・シーツ』（1977年）は、『オリジナルD&D』ボックス、『チェインメイル』、『グレイホーク』の表類をまとめ、20ページに渡って掲載した:66。『グレイホーク』の資料は『オリジナルD&D』、『ブラックムーア』、『エルドリッチ・ウィザードリィ』サプリメントと共に、J・エリック・ホルムズの『ダンジョンズ&ドラゴンズ・ベーシック・セット』（1977年）のために改定された:10。
2013年には『グレイホーク』サプリメントが、オリジナルD&Dルール「ホワイトボックス」プレミアム復刻版として再版された。各冊子は新たな表紙イラストを特徴としているが、それ以外は原本を忠実に再現している。

## 評判
ローレンス・シックは、1991年の著書、『ヒロイック・ワールド』の中で『グレイホーク』を「『オリジナルD&D』の最初にして最重要のサプリメント」と呼んでいる。
シャノン・アッペルクラインは2011年の著書、『デザイナーズ&ドラゴンズ』の中で、「当時のウォーゲーム業界ではサプリメントはほとんど前例がなかった。ゲームは頻繁に改訂や復刻が行われていたが、ゲームを拡張し続けるのは新たな試みであった」と述べ、『グレイホーク』を「革新」だとしている:7。